# Филип Манојловић
Филип Манојловић (Београд, 25. април 1996) је српски фудбалски голман.

## Клупска каријера
Прве фудбалске кораке направио је у Радничком са Новог Београда, где је врло брзо скренуо пажњу на себе. На турниру у Обреновцу, одбранио је пенал на мечу против вршњака Црвене звезде. Освојили су прво место, након чега је уследио позив Томислава Милићевића и прелазак у Црвену звезду, где је прошао све омладинске категорије.
Потписао свој први трогодишњи професионални уговор са клубом у фебруару 2014. године, али је након тога одлазио на позајмице. Био је у Сопоту, Бежанији, а затим и у Бачкој из Бачке Паланке. У септембру 2016. Црвена звезда га је вратила у клуб са позајмице из Бачке. Није имао деби у црвено-белом дресу као већина играча, већ је први меч одиграо баш против Партизана и то на Стадиону у Хумској.
У јулу 2017. је потписао четворогодишњи уговор са шпанским Хетафеом. Није добијао шансу у Хетафеу па је за сезону 2018/19. позајмљен грчком Паниониосу. Крајем јула 2019. године је оперисао дискус хернију. За три године под уговором са Хетафеом, Манојловић није забележио ниједан званични наступ. Крајем септембра 2020. године је раскинуо уговор са Хетафеом и прешао у шпанског трећелигаша Сансе.
У августу 2021. се вратио у српски фудбал и потписао уговор са Спартаком из Суботице. Уговор је продужио почетком 2023. године у трајању до јуна 2025. Споразумно је раскинуо уговор са Спартаком у јуну 2024. године. У истом прелазном року прешао је у бањалучки Борац.

## Репрезентација
Био је члан репрезентације Србије до 20 година која је освојила златну медаљу на Светском првенству 2015. на Новом Зеланду.
За сениорску репрезентацију Србије дебитовао је 29. јануара 2017. у пријатељском мечу против Сједињених Америчких Држава (0:0) у Сан Дијегу.